# Chittagong rouge
La chittagong rouge (red chittagong en anglais) est une race bovine bangladaise.

## Origine
Elle appartient à la sous-espèce zébu. C'est une variante locale de la race bengali, non croisée avec des bovins étrangers. Elle est élevée dans les districts de Chittagong et Chittagong Hill Tracts, dans la division (région administrative) de Chittagong. On recense autour de 150 000 animaux dont 45 000 vaches adultes.

## Morphologie
Elle porte une robe rouge intense avec des auréoles claires autour des yeux, du mufle, des sabots et le fouet de la queue. 
C'est la plus petite race bovine au Bangladesh. La vache mesure 90 cm et pèse 150-200 kg pour 110-120 cm et 150-400 kg pour les taureaux.

## Aptitudes
C'est une race mixte à tendance laitière. Elle donne environ 800 kg de lait sur une lactation de 200 jours. Cette productivité est exceptionnelle rapportée aux 1 500 kg de la vache, d'autant que le taux de matière grasse est de 6 % (à comparer aux 4 % de moyenne des races laitières européennes). Elle fournit aussi de la viande, et des excréments utilisés comme combustible, mortier ou engrais. 
C'est une race rustique qui résiste bien aux maladies endémiques du climat tropical humide. Elle supporte de vivre les pieds dans l'eau pendant la mousson et sait nager et se sauver en cas d'inondation. Sa petite taille ne nécessite pas beaucoup de fourrage, et elle sait se contenter de l'herbe des fossés et talus, comme des restes du jardin. 
 En revanche, elle n'est pas précoce, entre 4 et 5 ans pour la première mise bas et nécessite 1 an et demi entre chaque mise bas.